# Glauconycteris
Glauconycteris is een geslacht van zoogdieren uit de familie van de gladneuzen (Vespertilionidae). De wetenschappelijke naam van het geslacht werd in 1875 gepubliceerd door George Edward Dobson.

## Soorten
Er worden 13 soorten in dit geslacht geplaatst:
- Glauconycteris alboguttata J. A. Allen, 1917
- Glauconycteris argentata (Dobson, 1875)
- Glauconycteris atra Hassanin, R. Colombo, Gembu, Merle, Vuong Tan Tu, Görföl, Akawa, Csorba, T. Kearney, Monadjem, & Ing, 2018
- Glauconycteris beatrix O. Thomas, 1901
- Glauconycteris curryae Eger & Schlitter, 2001
- Glauconycteris egeria O. Thomas, 1913
- Glauconycteris gleni R. L. Peterson & D. A. Smith, 1973
- Glauconycteris humeralis J. A. Allen, 1917
- Glauconycteris kenyacola R. L. Peterson, 1982
- Glauconycteris machadoi Hayman, 1963
- Glauconycteris poensis (J. E. Gray, 1842)
- Glauconycteris superba Hayman, 1939
- Glauconycteris variegata (Tomes, 1861)